# LOVE CLASSICS (濱崎步專輯)
《LOVE CLASSICS》（摯愛 古典精選）是日本歌手濱崎步的古典混音專輯，於2015年1月28日在日本發行。

## 說明
- 繼《MY STORY Classical》及《A Classical》之後，再次推出以古典音樂方式重新編曲、演奏的混音專輯。
- 本作以婚禮為主題選曲，並挑選古典名曲與濱崎步經典情歌相互融合，此作品視為在情人節前的小禮物。
- 本作封面由日本插畫師宮島亜希繪製,，並重新仿製第53張單曲《Zutto.../Last minute/Walk》的封面。
- 如同《A Classical》，本作也附有摺疊式封面海報 (24cm × 36cm)。
- 其中《SEASONS》[2]與《Dearest》[3]已經是第4次以古典管弦版型態呈現，《Voyage》[4]與《Days》[5]也有3次。

## 收錄歌曲
1. Voyage [帕海貝爾的卡農]
2. SEASONS [德弗札克: 念故鄉(第9號交響曲『自新世界』～第2樂章)]
3. Days [韋瓦第: 小提琴協奏曲集『四季』〜「冬」第2樂章]
4. TO BE [巴赫: 平均律鍵盤曲集 第1卷 第1曲 前奏曲]
5. YOU [佩措爾德: 小步舞曲（巴赫的小步舞曲）]
6. Virgin Road [蕭邦: 雨滴的前奏曲]
7. Dearest [德弗札克: 第七號幽默曲]
8. HONEY [韓德爾: 神劇『彌賽亞』～哈利路亞・合唱]
9. winding road [德彪西: 第1卷前奏曲集～亞麻色頭髮的少女]
10. Who... [艾爾加: 愛的禮讚]